# 月球旅行记
《月球旅行记》（法語：Le Voyage dans la Lune）是一部1902年拍摄的法国黑白无声科幻电影。这部电影大致上基于儒勒·凡尔纳的小说《从地球到月球》以及赫伯特·乔治·威尔斯的小说《最早登上月球的人》。乔治·梅里爱（Georges Méliès）担任了这部电影的编剧和导演，全片全长14分钟，16帧／秒。
月球旅行记被认为是科幻电影的开山之作，其创新的动画效果也非常著名。

## 剧情
六名勇敢的天文学家经历了从地球到月球的旅行。他们建造了一个子弹形的太空舱，装入一台巨大无比的大炮中。天文学家们进入太空舱后，一群美女（由女神遊樂廳的女演员扮演）将太空舱推入大炮，将其射入太空。月球上的脸看着太空舱逼近，并被其击中眼睛。
安全到达月球之后，天文学家们走出了太空舱，铺开带去的毯子，小睡了一会儿。他们梦到了女神游乐厅的女演员们，但突然开始下雪又使他们不得不醒来。他们在一个洞窟中寻找藏身之所，发现了巨大的蘑菇。一名天文学家打开了伞，但伞也立刻扎进土里，变成了蘑菇。这时，一个塞勒尼特人（Selenite，一种生活在月球上的外星人，显然是半人半虫）出现了，但他被一名天文学家轻松消灭（塞勒尼特人被棍棒或伞击打后就会爆炸）。更多的塞勒尼特人出现了，由于数量太多，天文学家们已难以招架。塞勒尼特人们将天文学家们押解到他们的首领面前。一名天文学家冲到首领面前，从宝座上揪下，并把它摔到地上，使其爆炸。
天文学家们跑回了他们的太空舱（一路上还在消灭追赶的塞勒尼特人）。5个人进入了太空舱。第6个用绳索将太空舱拉到悬崖边，并与其一道坠入太空。一名塞勒尼特人在掉下悬崖时抓住了太空舱。太空舱、舱外的那名天文学家和塞勒尼特人穿越了太空，掉入了地球上的海洋，最终被一艘船发现，被拖到岸边。

## 趣闻
- 梅里爱本想把这部电影拿到美国放映，以得到更大的商业利益；但是，托马斯·爱迪生在伦敦看过这部电影后，他的助手们秘密地对电影进行了拷贝。在美国全国上映后所赚得的大量钱财全部归爱迪生所有。梅里爱分文未得，几年后宣告破产。[2]
- 电影中太空舱击中月球上的脸的镜头是已知的最早的定格动画。
- 1998年的电视连续短剧《从地球到月球》（使用了凡尔纳小说的标题）的第12集名为月球旅行记，讲述了电影的拍摄过程。
- 整部电影的完整版本于2002年在法国的一个农庄被找到。这不仅是这部电影最完整的一个版本，全片还被手工上色了。影片被复原后于2003年在无声电影节首映。[3]

## 紀念
2018年5月3日，Google以首頁塗鴉紀念梅里愛製作《月球旅行記》無聲電影116年，這次的首頁塗鴉由Google與法國電影園（Cinémathèque Française）合作製作，第一次使用了360度互動式虛擬實境技術。